# عبد القادر آل جميل
عبد القادر بن عبد الجليل آل جميل، قاضي وفقيه عراقي شغل منصب رئيس ديوان مجلس الوزراء.
ولد عبد القادر في عام 1316هـ/ 1898م، في محلة قنبر علي في بغداد، وتعلم الكتابة وقراءة القرآن وهو صغير وأكمل تعليمه الأولي ودراسته الاعدادية في عام 1912م، ودخل كلية الحقوق وتخرج منها عام 1922. ودرس على يد علماء وأدباء زمانه، ويعتبر من أعيان بغداد. وكان والده عبد الجليل عالما ومحدثا وفقيها ومدرسا، شغل منصب أمين الفتوى في ولاية بغداد في العهد العثماني. وعائلة آل جميل من الأسر البغدادية المعروفة، نبغ منها العلماء والفضلاء، وكان لعائلتهِ مجلساً للوعظ والأرشاد في مسجد آل جميل في محلة قنبر علي في بغداد. وحضر دروسهِ الكثير من العلماء وظل مجلس آل جميل علماً من أعلام بغداد ومشهداً من مشاهدها الدينية والثقافية.

## الوظائف
بعد تخرجه من كلية الحقوق مارس مهنة المحاماة، ثم عين حاكما في لواء الديوانية عام 1934م، وتنقل في مناصب القضاء في لواء الموصل ولواء الكوت، وكان قاضيا في محكمة بداءة البصرة ثم عين نائبا لرئيس المحكمة، ثم نقل حاكما منفردا في لواء الرمادي، وبعدها عين مفتشا عدليا ثم رئيس الادعاء العام ثم رئيس محكمة استئناف التسوية الأولى في بغداد.
اعتقل اثناء فترة الحرب العالمية الثانية للفترة (1942-1943)، ثم أعيد تعيينه مدونا قانونيا فرئيس المنطقة العدلية في الحلة عام 1945، ثم رئيس محكمة استئناف البصرة عام 1947، وعين عضوا في محكمة تمييز العراق عام 1950. وانتدب في منصب رئيس محكمة الاستئناف في بغداد عام 1953م، ثم شغل منصب رئيس ديوان مجلس الوزراء في شهر آب من عام 1958 ولغاية عام 1963.

## وفاته
توفي في عقد الستينيات من القرن العشرين.